# Пустовіт Григорій Олександрович
Григорій Олександрович Пустовіт (нар. 29 березня 1960, місто Дубно, Рівненська область) — український політик. Секретар Луцької міської ради. Член партії Всеукраїнське об'єднання «Батьківщина», входить до Політради.

## Освіта
Закінчив у 1977 році Калінінське суворовське училище, у 1981 році — Ленінградське вище загальновійськове командне училище (Спеціальність: командна тактика мотострілецьких військ. Кваліфікація: інженер з експлуатації гусеничних та колісних машин).

## Трудова діяльність
З серпня 1977 року до серпня 1981 року навчався у Ленінградському вищому загальновійськовому командному училищі. З серпня 1981 по січень 2004 року — служба в Збройних силах на посадах командира взводу, командира роти, помічника командира військової частини по службі військ, заступника командира авіаційної бази з виховної роботи. З 2004 року звільнений з лав Збройних сил України у відставку.
З лютого 2004 року до грудня 2004 року працював вчителем допризовної підготовки ЗОШ № 23 міста Луцька.

## Громадсько-політична діяльність
З 2005 року — голова Луцької міської організації Спілки офіцерів України.
З 2006 року — голова Луцької міської партійної організації ВО «Батьківщина».
У жовтні 2010 року обраний депутатом Луцької міської ради за списком ВО «Батьківщина».
З 25 листопада 2010 року до березня 2014 року працював на посаді секретаря Луцької міської ради.
2 березня 2014 року призначений на посаду голови Волинської ОДА. 24 липня того ж року звільнений з посади.
З квітня 2017 року до липня 2017 року працював на посаді заступника міського голови з питань діяльності виконавчих органів Луцької міської ради.
3 липня 2017 року обраний на посаду секретаря Луцької міської ради та став виконувачем обов'язків Луцького міського голови.
У червні 2019 року обраний головою Волинського регіонального відділення Асоціації міст України.
25 листопада 2020 року обраний заступником голови Волинської обласної ради.